# Großgoltern
Großgoltern (niederdeutsch Groten-Goltern) ist ein nordöstlicher Ortsteil der Stadt Barsinghausen am Rande der Region Hannover in Niedersachsen. Seine Hauptstraße stößt in Nordgoltern auf die B 65, die u. a. mit der A2 verbindet.

## Geschichte
Erste urkundliche Erwähnung fand der Ort 1158 als „Golturne“, wobei es um Abführung des Zehnten ging. Anlässlich der Schlichtung eines Streites durch Bischof Anno zu Minden in Wunstorf kam es am 29. Dezember 1181 zur ältesten urkundlichen Erwähnung der Golterner Kirche. Im Jahr 1188 wurde Goltern als Gerichtsstätte erwähnt, wobei vermutlich die inzwischen 800-jährige Linde vor dem Kirchturm der Versammlungsort war.
Am 1. Juli 1968 verschmolzen die Gemeinden Eckerde, Göxe, Großgoltern, Nordgoltern und Stemmen zur Gemeinde Goltern. Am 1. März 1974 erfolgte im Rahmen der Gebietsreform in Niedersachsen die Eingliederung der Gemeinde Goltern in die Stadt Barsinghausen, die heute über 18 Ortsteile verfügt.

## Politik

### Stadtrat und Bürgermeister
Großgoltern wird auf kommunaler Ebene von dem Rat der Stadt Barsinghausen vertreten.

### Wappen
Der Entwurf des Wappens von Großgoltern stammt von dem in Gadenstedt geborenen und später in Hannover lebenden Heraldiker und Grafiker Alfred Brecht, der schon die Wappen von Aligse, Bantorf, Barrigsen und vielen anderen Ortschaften im Landkreis Hannover entworfen hat. Die Genehmigung des Wappens wurde am 18. März 1960 durch den Regierungspräsidenten in Hannover erteilt.
| Wappen von Großgoltern | Blasonierung: „In Rot ein silberner Turm mit Schirmdach und Brustwehr, begleitet von zwei goldenen Lindenblättern.“ |
| Wappen von Großgoltern | Wappenbegründung: Schon in der Frühzeit des Wappenwesens hat das nach dem Ort sich nennende Adelsgeschlecht „de Golthorne“ im frühgotischen Siegel einen römischen Festungsturm mit gezinnter Plattform geführt, unzweifelhaft den Wachtturm am Helweg, in dessen Schutz ihre Güter lagen. Die ältesten, aus dem Jahre 1314 stammenden Siegel der Edelherren Ludolf und Thiedericus de Golthorne und die der späteren Generation aus dem Jahre 1340 beweisen es eindeutig. Die beiden goldenen Lindenblätter deuten auf die bestätigte Gerichtsstätte aus dem Jahre 1188 hin. |

## Kultur und Sehenswürdigkeiten

### Bauwerke
- Der heutige Turm der St.-Blasius-Kirche wurde im 13. Jahrhundert erstellt. Das Kirchenschiff wurde ab 1750 nach einer Planung von Georg Friedrich Dinglinger unter der Bauleitung von Gerhard Justus Arenhold errichtet, welcher bei Patronatsprieche und Befensterung noch Änderungen am Bauplan vornahm.[4]
- Das Rittergut Großgoltern wurde 1558 von Herzog Erich zu Braunschweig-Lüneburg an den Rittmeister Ernst von Alten übertragen.

### Baudenkmäler
→ Siehe: Liste der Baudenkmale in Großgoltern

### Naturdenkmäler
Tillylinde Großgoltern
Der Name „Tillylinde“ ist eine regionaltypische Bezeichnung für eine Gerichtslinde.
Die vor der St.-Blasius-Kirche stehende riesige Sommerlinde mit über 11 m Stammumfang ist laut örtlichen Angaben 800 Jahre alt und steht unter Denkmalschutz.
Blutbuche im Rittergut
Die Blutbuche steht im Park des Ritterguts. Ihr knorriger, kurzer Stamm mit einem Umfang von 8,5 m geht schon in geringer Höhe in eine straußförmige Krone über. Blutbuchen sind eine Gattung der Rotbuche. Ihre Besonderheit ist die kräftige Rotfärbung ihres Blattwerks, darum werden sie gerne als Parkbäume genutzt.

### Fotogalerie

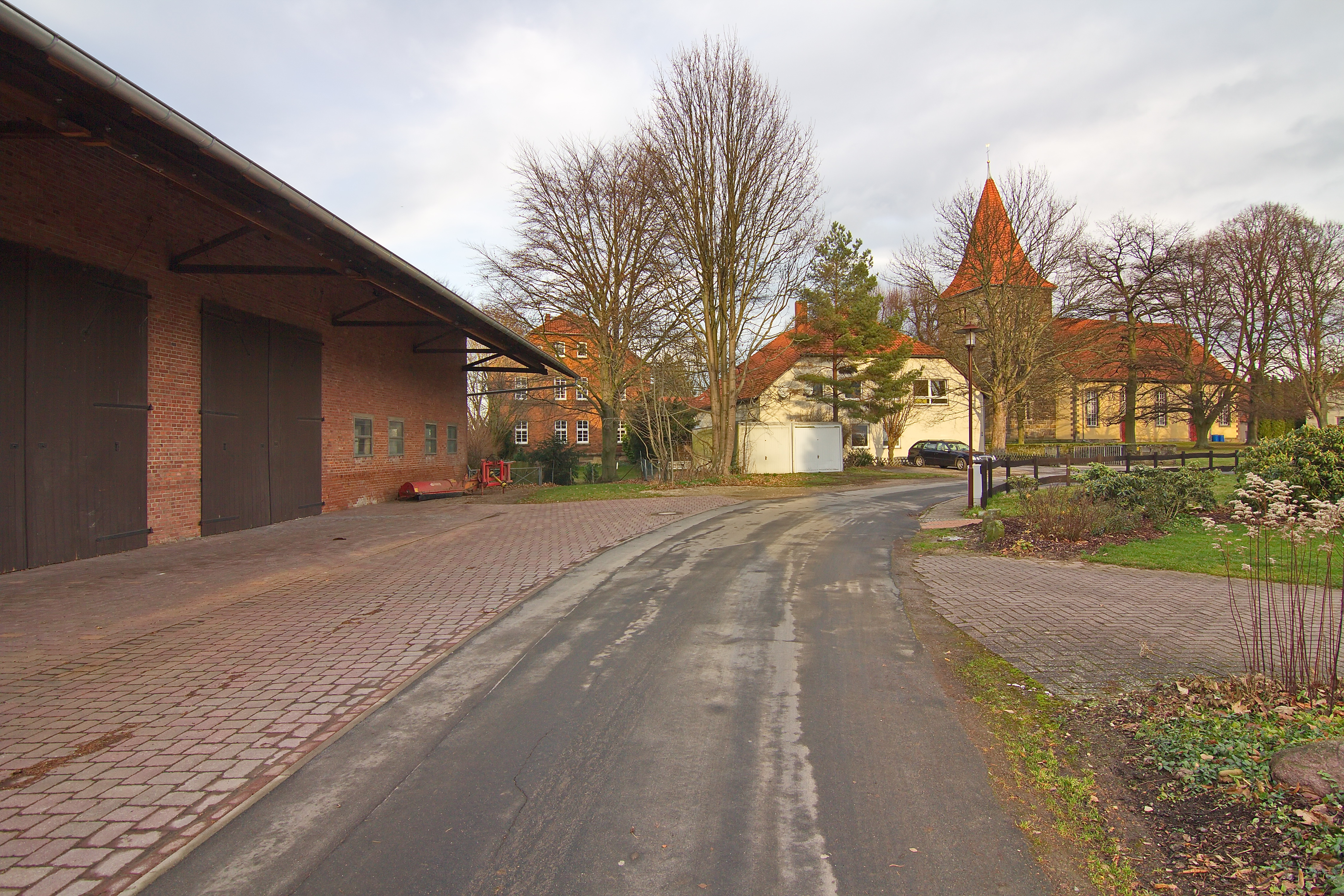
Scheunentore des Guts
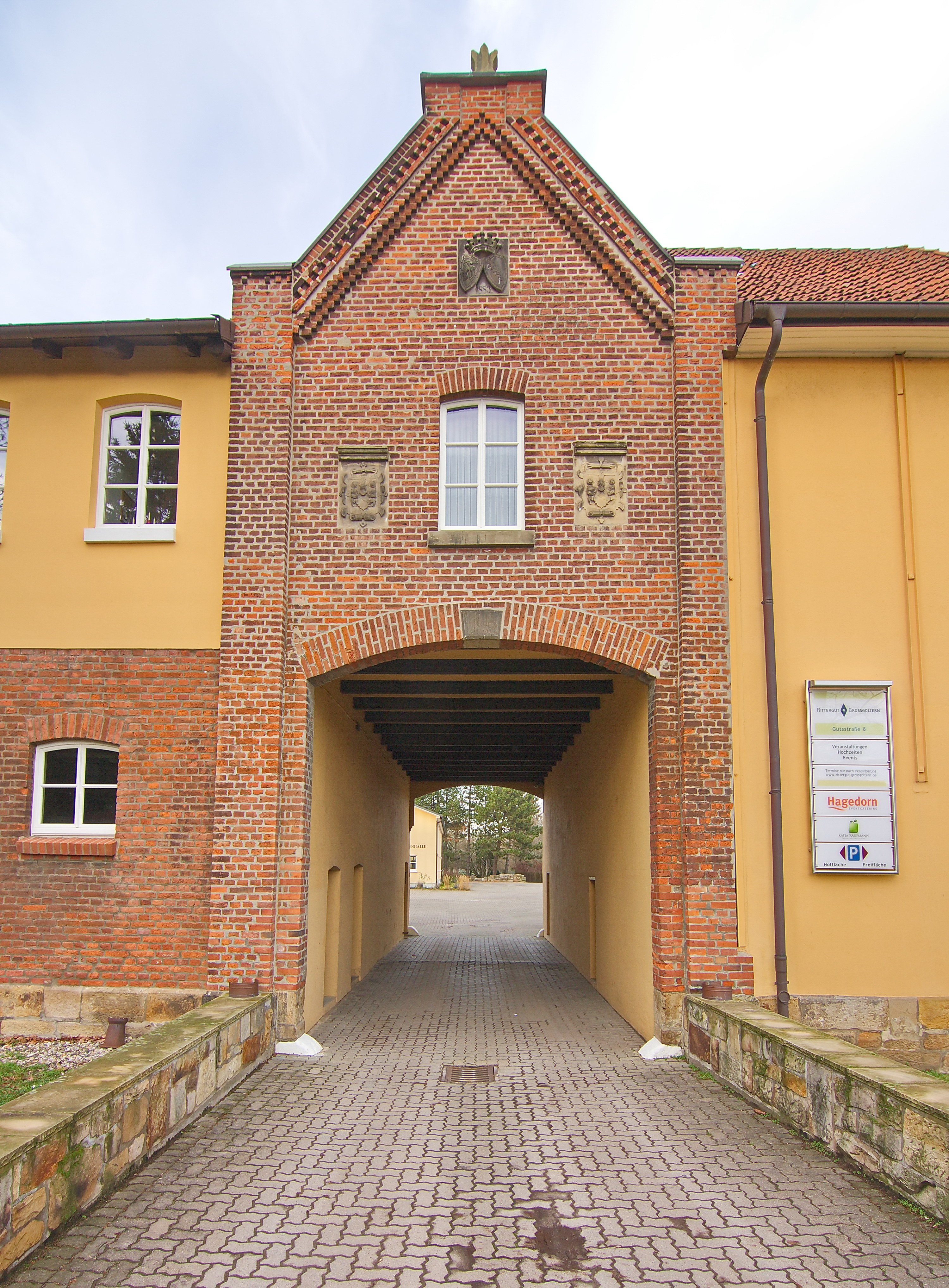
Einfahrt zum Gut
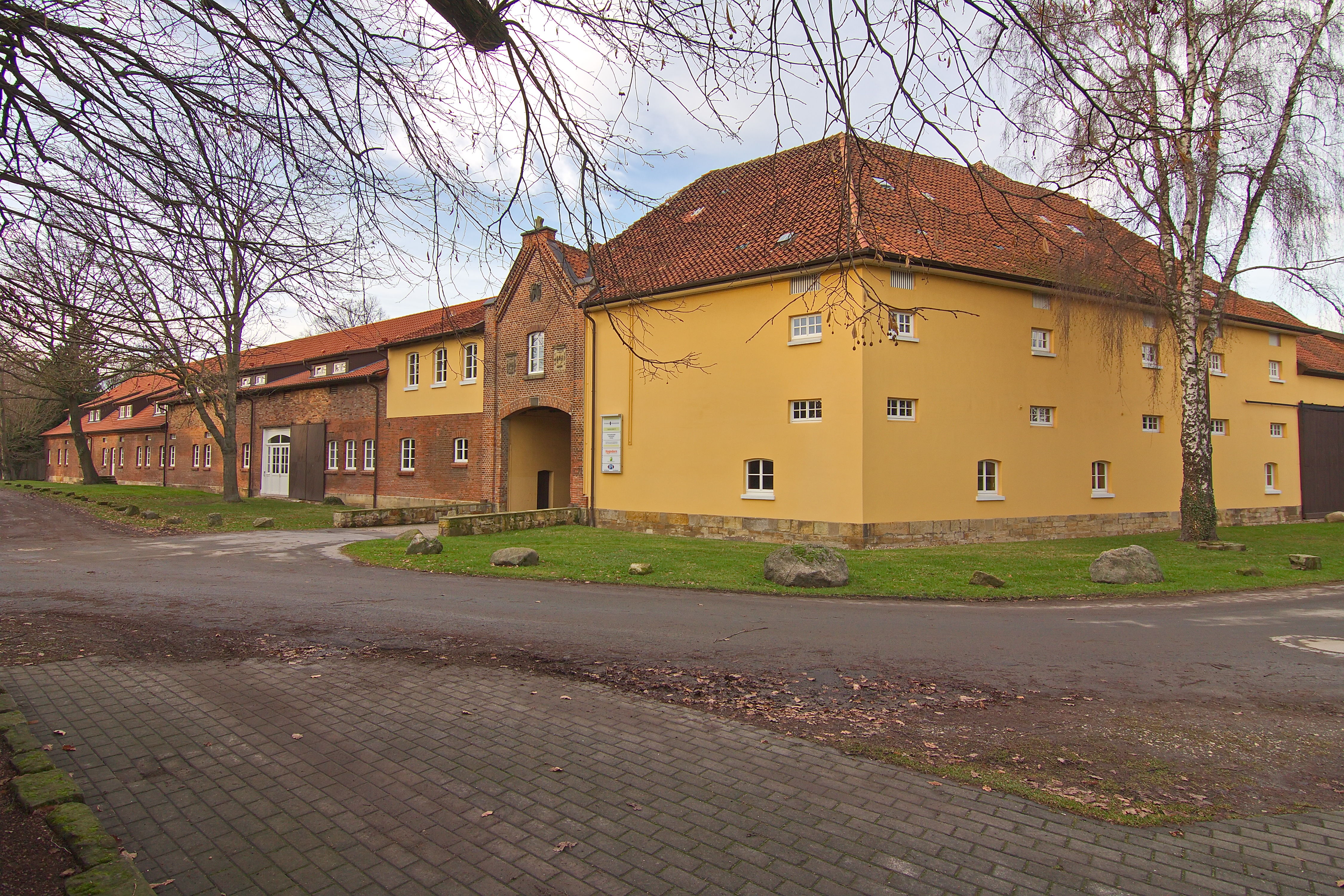
Das Rittergut, Hofseite
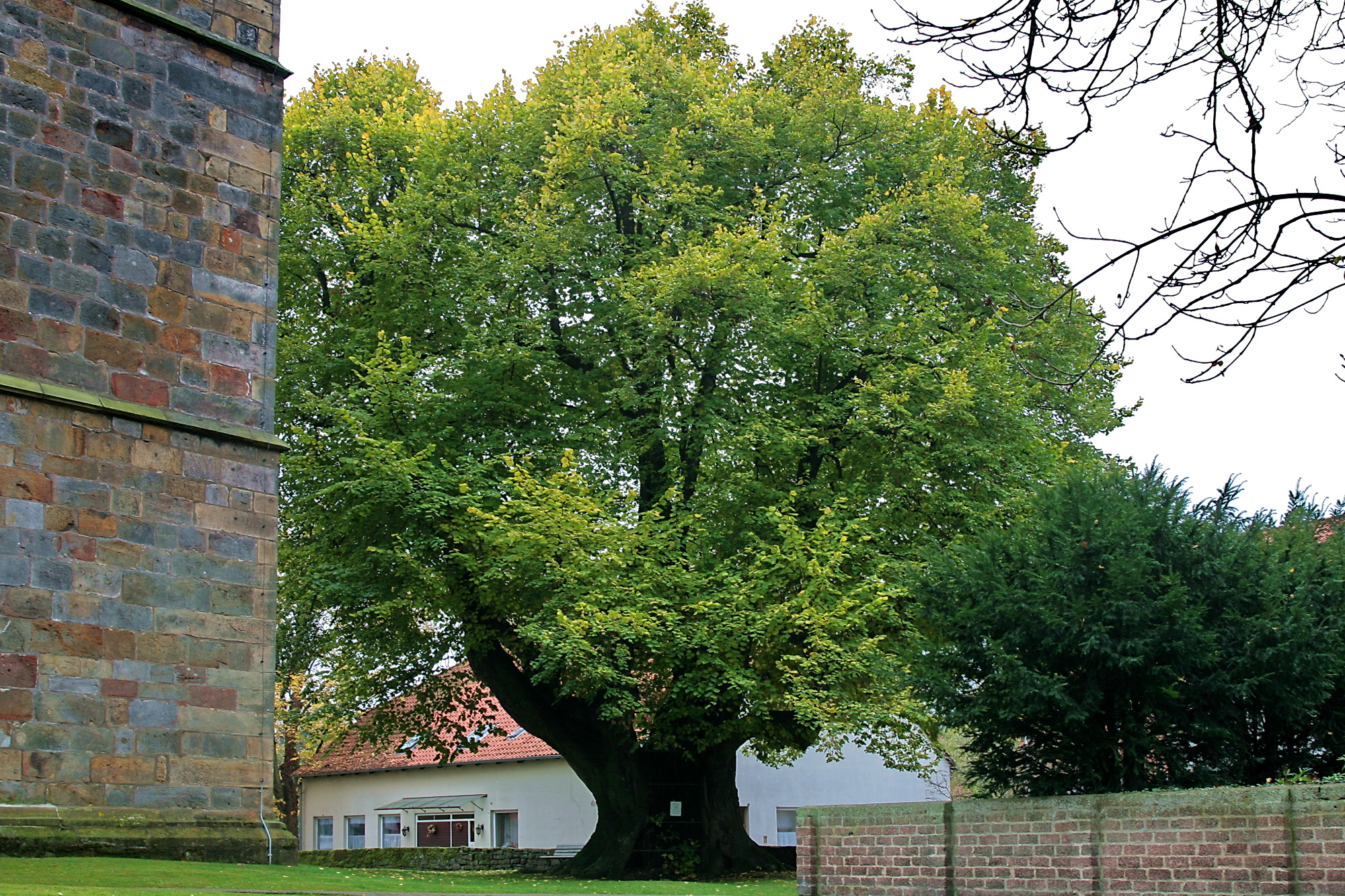
800-jährige Tilly-Linde

## Wirtschaft und Infrastruktur
Zwei Buslinien des Großraum-Verkehrs Hannover stellen die Naherschließung und die Verbindungen zum Bahnhof in Barsinghausen mit Anbindung zur Stadtbahn Hannover sicher.

## Persönlichkeiten

### Söhne und Töchter des Ortes
- Friedrich Kurd von Alten (1822–1894), oldenburgischer Oberkammerherr, Archäologe sowie Leiter der Großherzoglichen Sammlungen
- Harry Oelke (* 1957), Kirchenhistoriker und Professor an der Universität München

### Personen, die mit dem Ort in Verbindung stehen
- Ludolf Siegfriedt (17. Jahrhundert–nach 1673), hannoverscher Glocken-, Stück- und Rotgießer, er galt als „meistbeschäftigter Glockengießer der Zeit“ und schuf 1655 die Glocke für die Großgoltener Kirche
- Georg Friedrich Dinglinger (1702–1785), Baumeister, Erbauer der Großgoltener Kirche
- Karl Ernst (1806–1898), Geistlicher und Deputierter der Ständeversammlung des Königreichs Hannover, Pastor in Großgoltern (1857–1868)
- Leonore Siegele-Wenschkewitz (1944–1999), Kirchenhistorikerin und Direktorin der Evangelischen Akademie Arnoldshain, wuchs in Großgoltern auf